# Eremobates marathoni
Espèce
Eremobates marathoni est une espèce de solifuges de la famille des Eremobatidae.

## Distribution
Cette espèce se rencontre aux États-Unis au Texas et au Mexique au Chihuahua,.

## Description
Le mâle holotype mesure 33,0 mm.

## Étymologie
Son nom d'espèce lui a été donné en référence au lieu de sa découverte, Marathon.

## Publication originale
- Muma, 1951 : The Arachnid order Solpugida in the United States. Bulletin of the American Museum of Natural History, no 97, p. 31-141 (texte intégral).